# Менсфилд (Пенсилванија)
Менсфилд (енгл. Mansfield) град је у америчкој савезној држави Пенсилванија.

## Демографија
По попису из 2010. године број становника је 3.625, што је 214 (6,3%) становника више него 2000. године.
| Група             | 2000.         | 2010.         |
| Белци             | 3.163 (92,7%) | 3.195 (88,1%) |
| Афроамериканци    | 142 (4,2%)    | 190 (5,2%)    |
| Азијати           | 26 (0,8%)     | 47 (1,3%)     |
| Хиспаноамериканци | 34 (1,0%)     | 111 (3,1%)    |
| Укупно            | 3.411         | 3.625         |